# Imaculada Conceição (Tiepolo)
A Imaculada Conceição (nome original em italiano: Immacolata concezione) é uma pintura a óleo do pintor italiano Giovanni Battista Tiepolo (1696–1770), que retrata a Virgem Maria, cercada por anjos e coroada com a coroa de doze estrelas. Ela é mostrada esmagando uma cobra, representando sua vitória sobre o diabo. Os lírios e a rosa são referências ao hortus conclusus ("jardim fechado") e simbolizam o amor, a virgindade e a pureza de Maria.
A pintura foi uma das sete pinturas de Tiepolo encomendadas em março de 1767 pelo rei Carlos III de Espanha para a Igreja real do Convento de São Pascual em Aranjuez, na época de sua construção. Este foi originalmente um mosteiro Alcantarino (Franciscano) que mais tarde foi atribuído às freiras concepcionistas. Ambas as ordens promoveram o culto da Imaculada Conceição. A pintura está agora no Museu do Prado, em Madri, dividido hoje entre o Museo do Prado (além disso há um museu de São Pascoal Bailão e um de Santo Antônio de Pádua), e o Palácio Real de Madrid.

## Antecedentes
A arte barroca deveria evocar emoção e paixão em vez da racionalidade calma que tinha sido apreciada durante o renascimento. As obras de Tiepolo, muitas das quais estão em uma escala imponente, também são caracterizadas por tensão, exuberância, hedonismo e desenhos intrincados. Entre as obras mais populares de Tiepolo muitas retratam temas mitológicos e religiosos que transmitem uma atmosfera de grandeza e beleza. Os retábulos de Tiepolo foram transferidos para o convento adjacente logo que foram instalados no convento. Eles foram substituídos por um conjunto de telas idênticas de Anton Raphael Mengs, cujo neoclassicismo Carlos III mais apreciava. Finalmente, a Imaculada Conceição foi transferida para o Museu do Prado em 1827.

## Pintura
O imponente estilo barroco da pintura é utilizado para evocar emoções. A pintura foi concluída entre 1767 e 1768. A representação da Virgem Maria é feita de acordo com a iconografia cristã tradicional e representa a crença católica de sua Imaculada Conceição, livre do pecado original. Os elementos iconográficos padrão incluem a pomba acima dela (representando o Espírito Santo), as estrelas ao redor da cabeça, a posição na lua crescente com uma cobra esmagada debaixo dos pés, as mãos juntas em oração e o obelisco à sua direita.

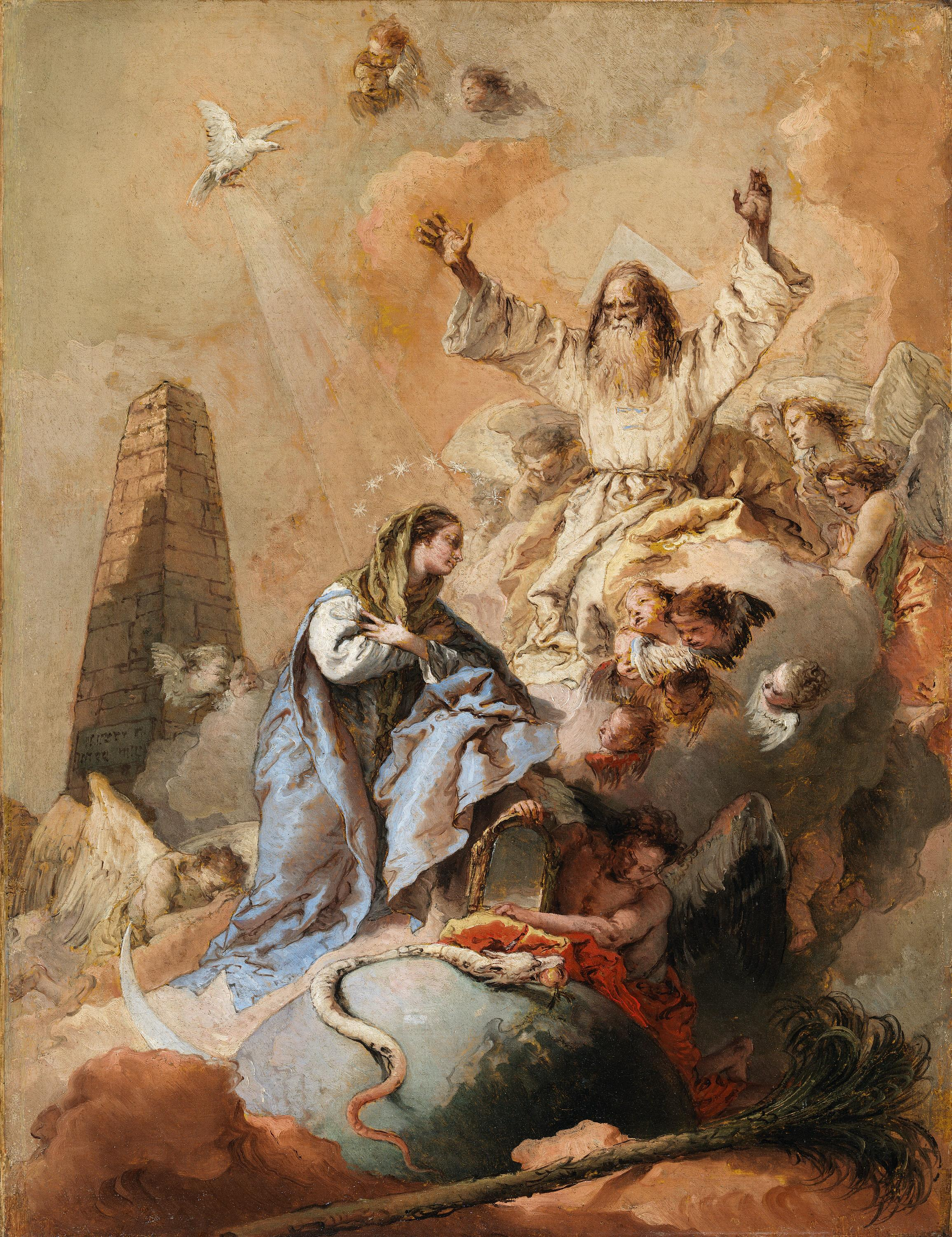
Alegoria da Imaculada Conceição, cerca de 1769, Galeria Nacional da Irlanda.

Uma iconografia adicional que atende a este tema inclui nuvens, querubins, lírios e uma rosa cor-de-rosa, flores muitas vezes associadas a Maria. A pomba acima de sua cabeça simboliza o Espírito Santo, enquanto a rosa e os lírios são seus símbolos habituais, lírios que representam sua pureza, enquanto a rosa é o símbolo de Maria para os católicos, como a rainha dos céus e da terra.Seu cinto é idêntico ao cordão de São Francisco de Assis.
O globo que simboliza o mundo inteiro, a lua crescente e a coroa estrelada acima da cabeça são símbolos tradicionais da "mulher vestida com o sol" (Virgo in Sole), descrita em Apocalipse 12: 1-2. A lua crescente em si é um antigo símbolo de castidade derivada da deusa romana Diana. Assim como a luz da lua deriva da luz do sol, para os católicos, a graça especial de Maria deriva dos méritos de Cristo, seu Filho. O obelisco à sua direita também brilha à luz do sol e faz referência aos símbolos tradicionais da Imaculada Conceição associados à Torre de David e à Torre de marfim, evocando a inexplorabilidade, a virgindade e a pureza. Maria é descrita pelo catolicismo como pisoteando uma serpente que segura uma maçã na boca, representando a serpente no Jardim do Éden e do pecado original. Um ramo de palmeiras e um espelho são vistos sob seus pés. O ramal das palmeiras significa vitória e exaltação de Maria, enquanto o espelho sua pureza.
Originada na Espanha com Francisco Pacheco, a popularidade desta representação particular da Imaculada Conceição se espalhou por toda a Europa. Tiepolo pintou uma versão anterior da Imaculada Conceição em 1734 para a igreja franciscana de Santa Maria em Araceli, em Vicenza. Essa versão representava a Virgem Maria como uma linda jovem da maneira já estabelecida por Guido Reni e Bartolomé Esteban Murillo seguindo Pacheco. A pintura está agora no museu cívico de Vicenza no Palazzo Chiericati. Na versão atual, a representação de Maria é bastante mais majestosa e solene, de acordo com a tradição alcantarina da austeridade.

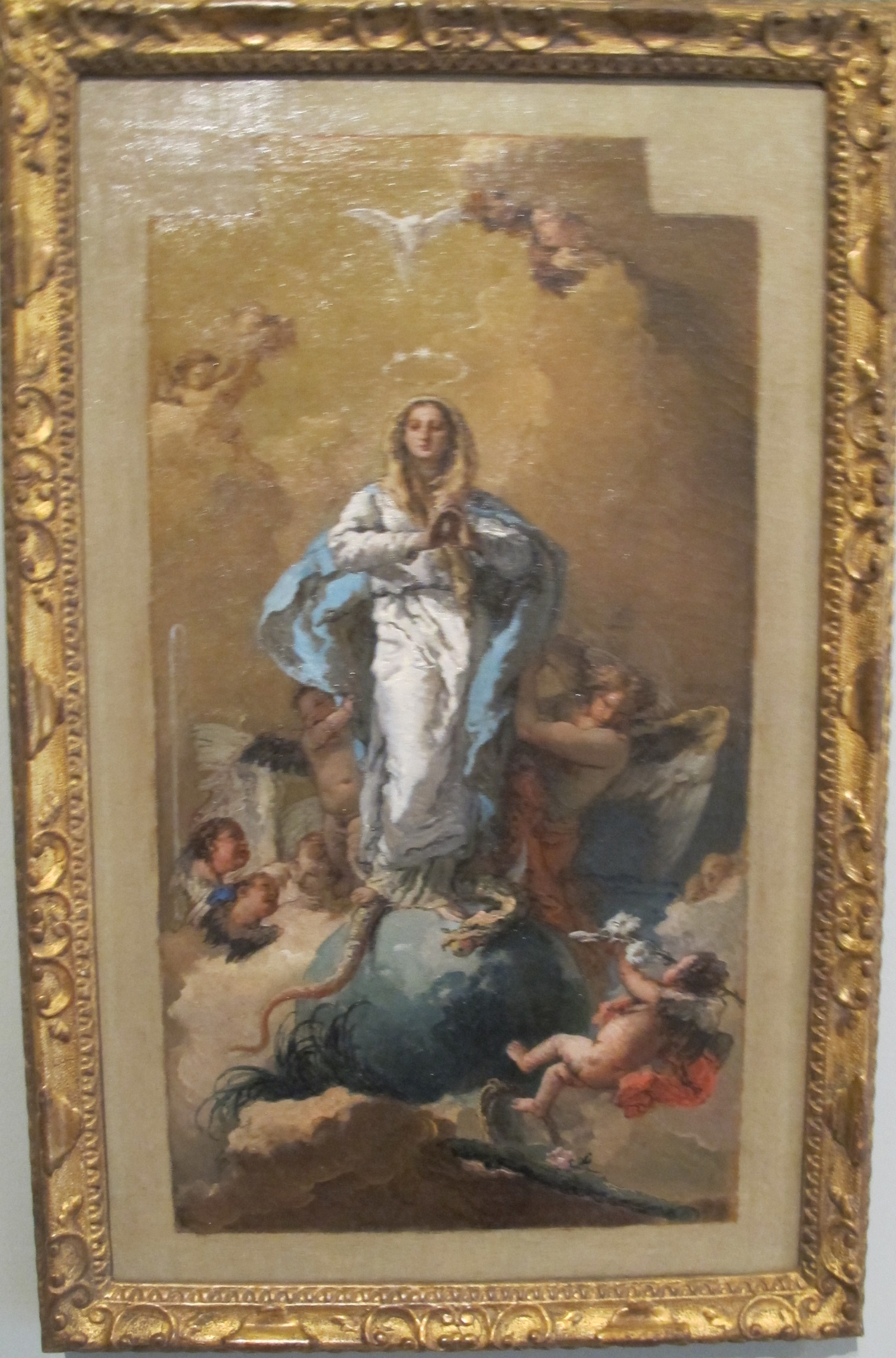
Modello, 1767, Instituto Courtauld.

Tiepolo pintou um conjunto de cinco modelli para seus retábulos. Estes se encontram atualmente todos no Instituto de Arte Courtauld em Londres e são considerados alguns dos melhores trabalhos. O modelo para a Imaculada Conceição difere da versão final em vários aspectos. Na versão final, a figura de Maria ocupa mais espaço e carece do anjo de apoio muscular à esquerda. Esse anjo é pensado para ser uma representação do arcanjo Miguel, cujo assassinato de Lúcifer pré figurava o papel de Maria como instrumento de salvação. O anjo está presente em um esboço de óleo executado ao mesmo tempo, agora na Galeria Nacional da Irlanda, considerado iconograficamente a mais complexa das representações de Tiepolo da Imaculada Conceição. O halo triangular representa a Trindade.

## Proveniência
- Igreja de São Pascual Bailão, Aranjuez (1770-1775)

- Convento de São Pascoal Bailão, Aranjuez (1775-1827)

- Museo do Prado, Madrid (1827-presente)[2]